# Cybaeodes alicatai
Cybaeodes alicatai is een spinnensoort uit de familie van de bodemzakspinnen (Liocranidae). De wetenschappelijke naam van de soort werd voor het eerst geldig gepubliceerd in 1992 door Platnick & Di Franco.
De spin leeft op de bodem en maakt geen web.
De soort komt voor in Tunesië.